# Höllische Nachbarn (Film)
Höllische Nachbarn ist eine deutsche Fernsehfilmkomödie aus dem Jahr 1998, die bei RTL Television erstausgestrahlt wurde.

## Handlung
Maike und Rudi Falkner leben mit ihren drei Kindern seit kurzem in einem schönen neuen Doppelhaus in einer Neubausiedlung. Eines Tages ziehen Ingo Buck und seine Frau Katharina mit ihrem Sohn in die andere Haushälfte. Anfangs verstehen sich beide Paare recht gut. Doch mit der Zeit spannt sich die Situation durch die sozialen Unterschiede der Familien recht schnell an. Während die Falkners in recht bescheidenen Verhältnissen leben, leben die Bucks sehr luxuriös. Dieser Reichtum stammt allerdings von Katharinas Mutter Ingelore Merck, einer sehr wohlhabenden Verlagsbesitzerin, welche den Bucks ständig Geld überschreibt.
Als sich Maike Falkner bei einem Konzert, zu dem die Bucks sie eingeladen hatten, durch ihr viel zu enges Kleid blamiert, dreht sie durch. Um seine Frau zu beruhigen, kauft sich Rudi Falkner zuerst ein neues Auto, dann neue Möbel und Musikinstrumente für die Kinder. Sohn Max kommt in denselben Chor wie Ingos und Katharinas Sohn Boris. Maike arbeitet dafür sogar wieder als Taxifahrerin. Währenddessen droht Ingelore ihrer Tochter, den Geldhahn zuzudrehen, sollte das von ihr und ihrem Mann geleitete Buchgeschäft nicht bald wieder schwarze Zahlen schreiben. Rudi bekommt Wind von der Sache und will die Bucks mit dem Bau eines Pools in den Gärten der beiden Familien bloßstellen. Doch Ingo Buck zieht wider Erwarten mit. Die beiden Männer lassen einen Vertrag mit extrem hoher Konventionalstrafe aufsetzen.
Als die Falkners in die finanzielle Misere geraten, will Rudi, auf Anraten seines alten Schulfreundes und Bankers Schober, Ingo davon überzeugen, das Ganze abzublasen und den Vertrag zu vergessen. Doch Ingo hat bereits für den Poolbau die Yacht seiner Schwiegermutter verkauft und will das Ganze trotz seiner eigenen finanziellen Sorgen durchziehen. Rudi erfährt, dass die Bucks auf extremen Schulden sitzen und auch weiterhin auf Pump leben. Der Streit eskaliert, als Max Falkner Boris bei einem Konzert ersetzen soll. Katharina, die bisher eher neutral war, stellt sich nun auch gegen die Falkners. Um an den Vertrag zu kommen, entführt Rudi einen Autor, der in der Buchhandlung der Bucks vorlesen sollte. Der Versuch schlägt fehl und Ingo und Rudi werden bei einem Unfall verletzt. Katharina und Maike versuchen zu vermitteln, aber ohne Erfolg.
Während der Poolbau beginnt, verschlimmert sich die Situation der Falkners und das Verhältnis der beiden Familien. Das neue Auto und alles andere muss wieder verkauft werden. Maike und Rudi stellen sich sogar langsam darauf ein, ihr Haus verlassen zu müssen, während die Bucks weiter ihr Lotterleben führen und den Poolbau vorantreiben. Als Rudi erfährt, dass Ingo Ingelores Yacht verkauft hat, holt er zu einem neuen Gegenschlag aus: An Heiligabend bockt er die Yacht im Garten der Bucks auf, wo Ingelore sie sehen kann und entsetzt feststellt, was ihre Tochter und ihr Schwiegersohn getan haben. Wütend und enttäuscht verlässt sie das Haus, ohne den beiden den Verlag zu überschreiben und sie damit aus ihren Schulden zu holen.
Zornig geht Ingo auf Rudi los. Während Katharina sich betrinkt, landen die beiden Streithähne im vom Regen vollgelaufenen, eiskalten Pool, wo sie von der Feuerwehr gerettet werden müssen. Die Bucks ziehen weg. Als sich die neuen Nachbarn vorstellen wollen, schlagen Rudi und Maike diesen wortlos die Tür vor der Nase zu.

## Sonstiges
Der Film zog zwei Fortsetzungen nach sich: Höllische Nachbarn – Nur Frauen sind schlimmer (1999) und Höllische Nachbarn – Chaos im Hotel (2000). Zudem wurde von 1998 bis 2000 eine gleichnamige Fernsehserie produziert.
In einer Wiederholung wurden gelegentlich Szenen mit Thomas Lang, dem Moderator der Serie Höllische Nachbarn, eingefügt. Diese wurden in späteren Wiederholungen nicht mehr gezeigt.